# Code de l'eau (Guinée)
Le Code de l'eau en Guinée est régi principalement par la Loi L/94/005/CTRN du 14 Février 1994 portant  Code de l’eau de la République de Guinée.
Cette Loi règlemente la gestion rationnelle des ressources en eau du pays avec comme unité de base définie « le bassin versant ou groupe de bassins versants ».

## Description
Elle traite  le régime juridique des ressources en eau,  le droit d’utilisation et l’ordre de priorité, les utilisations des ressources en eau, les eaux souterraines, la prévention des effets nuisibles des eaux, les ouvrages et aménagements hydrauliques, la protection de la qualité des eaux, les zones de protection et régions protégées, la planification et l’administration des ressources en eau, le financement et la tarification, le fonds de l’hydraulique, et des eaux internationales,,,

## Voir également
Code de l’élevage et des produits animaux
Code de l'environnement (Guinée)